# De Club van Sinterklaas & De Verdwenen Schoentjes
De Club van Sinterklaas & De Verdwenen Schoentjes is een Nederlandse jeugdfilm uit 2015, gebaseerd op de televisieserie De Club van Sinterklaas. 

## Plot
Sinterklaas (Wilbert Gieske) en zijn pieten komen erachter dat overal in Nederland schoenen van kinderen worden gestolen. De schurk Kornee Kwastenbroek (Tom Audenaert) zit hierachter om Sinterklaas te dwarsbomen. Kan de Club te hulp schieten?

## Rolverdeling
| Acteur            | Personage           |
| ----------------- | ------------------- |
| Tom Audenaert     | Kornee Kwastenbroek |
| Stef de Reuver    | Wommie (stem + pop) |
| Eric-Jan Lens     | Giebel (stem)       |
| Evi van der Laken | Daantje             |
| Wilbert Gieske    | Sinterklaas         |
| Beryl van Praag   | Testpiet            |
| Tim de Zwart      | Hoge Hoogte Piet    |
| Piet van der Pas  | Profpiet            |
| Wim Schluter      | Muziekpiet          |
| Frans de Wit      | Keukenpiet          |
| Job Bovelander    | Coole Piet          |
| Anouk de Pater    | Danspiet            |
| Leo Alkemade      | Piet                |
| Okke Verberk      | Party Piet Pablo    |
| Maike Boerdam     | Boze moeder         |
| Marieke de Kruijf | Boze moeder         |